# آذر ۱۳۸۹
آذر ۱۳۸۹ نهمین ماه سال ۱۳۸۹ خورشیدی است.
آغاز آن دوشنبه: ‎۱ آذر ۱۳۸۹ (۲۲ نوامبر ۲۰۱۰) میلادی
مطابق با ۱۵ ذیحجه ۱۴۳۱ قمری قرارادی می‌باشد.

## ۱ آذر ۱۳۸۹
- آسیب احتمالی استاکس نت به برنامه هسته‌ای ایران

## ۲ آذر ۱۳۸۹
- شیرین عبادی کمپانی اریکسون را به کمک در کنترل مکالمات در ایران متهم کرد

شیرین عبادی، وکیل و فعال ایرانی حقوق بشر، روز دوشنبه شرکت سوئدی اریکسون، سازنده موبایل‌های سونی اریکسون، را به کمک به جمهوری اسلامی در کنترل مکالمات تلفنی متهم کرد. عبادی که در دانشگاه استکهلم در پایتخت سوئد سخنرانی می‌کرد همچنین از ایرانیان مقیم این کشور خواست به اقدام شرکت عظیم سونی اریکسون در کمک به جمهوری اسلامی ایران اعتراض کنند. به گفته تنها ایرانی برنده جایزه صلح نوبل، کمپانی اریکسون نرم‌افزاری به دولت ایران فروخته‌است که می‌توان از آن در کنترل پیامک موبایل، اس‌ام اس، و مکالمات با موبایل استفاده کرد. رادیو فردا
- گامبیا با ایران قطع رابطه کرد

گامبیا کلیه روابط خود با ایران را قطع کرده و به دیپلمات‌های جمهوری اسلامی ۴۸ ساعت فرصت داده‌است که این کشور را ترک کنند.سایت بی بی سی فارسی
- کره شمالی کره جنوبی را گلوله باران کرد

رئیس جمهوری کره جنوبی دستور داده تا ارتش این کشور در صورت بروز عملیات تحریک آمیز بیشتر از سوی کره شمالی، دست به اقدام تلافی جویانه موشکی بزند. اشاره لی میونگ بک، رئیس جمهوری کره جنوبی به به پرتاب دهها گلوله توپ به یکی از جزایر این کشور توسط کره شمالی در نزدیکی مرز دو کشور است. این درگیری از جدی ترین برخوردهای مرزی بین دو کشور از زمان خاتمه جنگ کره‌است. در این درگیری دست کم دو سرباز کره جنوبی کشته و چند نظامی دیگر و همچنین تعدادی افراد غیرنظامی هم زخمی شده‌اند و عملیات انتقال غیرنظامیان ساکن در منطقه درگیری در جریان است. بی بی سی فارسی
- پاسخ دولت به دختر طلایی ایران: تا ازدواج نکنی پاداش نمی‌دهیم

## ۳ آذر ۱۳۸۹
- حکم قاضی آمریکایی علیه ایران به خاطر شرکت لبنیاتی پاک

دادگاهی در واشنگتن ایران را به خاطر اقدام سی سال پیش جمهوری اسلامی در مصادره سهام یک کمپانی آمریکایی در شرکت لبنیات پاستوریزه پاک، به پرداخت حدود ۴۴ میلیون دلار محکوم کرده‌است. قاضی ریچارد لئون که در پایتخت آمریکا مستقر است در حکم خود علاوه بر عرف بین المللی به قوانین مدنی و تجاری ایران استناد کرده‌است. او دولت ایران را موظف کرده‌است که به شرکت مک کسون ۴۳ میلیون و ۹۸۹ هزار دلار غرامت بپردازد. بی‌بی‌سی فارسی
- ناو هواپیمابر هسته‌ای آمریکا برای شرکت در یک رزمایش عازم آب‌های کره شد

یک روز پس از حملات توپخانه‌ای کره شمالی به کره جنوبی، آمریکا یک ناو هواپیمابر هسته‌ای را برای شرکت در رزمایش مشترک با سئول، به آب‌های شبه جزیره کره فرستاد. ناو هواپیمابر جرج واشنگتن، روز چهارشنبه، سوم آذر، با ۷۵ هواپیمای جنگنده و بیش از شش هزار خدمه، از یک پایگاه دریایی در جنوب توکیو، پایتخت ژاپن، عازم کره جنوبی شد تا در رزمایش مشترک آمریکا و کره جنوبی که از یکشنبه هفته آینده تا چهارشنبه به طول خواهد انجامید، شرکت کند. رادیو فردا
- کامپیوتر قدیمی اپل در حراج ۲۰۰ هزار دلار فروش رفت

## ۴ آذر ۱۳۸۹
- اسراییل برای مقابله با فراریان از سربازی دست به دامان فیس بوک شد

ارتش اسراییل برای کسب اطلاعات درمورد پیشینه مذهبی زنانی که برای معافیت از خدمت سربازی عذر دینی می‌آورند از فیس بوک استفاده می‌کند تا در مورد زندگی وعادات آنها اطلاعات بیشتری به دست آورد. پس از آنکه حدود هزار نفر از شهروندان زن اسراییل مدعی شدند که پیرو یهودیت ارتدکس هستند ارتش اسراییل از طریق فیس بوک و به دست آوردن اطلاعات مربوط به نحوه زندگی آنها کشف کرده که این افراد دروغ گفته‌اند. خدمت سربازی برای اکثر شهروندان اسراییل اجباری است و مدت آن برای مردان سه سال و برای زنان دو سال است. اما تعداد زیادی از جوانان این کشور به دلایل و بهانه‌های مختلف سعی می‌کنند از خدمت سربازی معاف شوند. رادیو فردا
- دادگاهی در نیجریه، یک «عضو سپاه پاسداران» را به قاچاق اسلحه، متهم کرد

دادگاهی در نیجریه روز پنجشنبه یک ایرانی را که گفته می‌شود از اعضای سپاه پاسداران انقلاب اسلامی است را در ارتباط با محموله قاچاق اسلحه و مهمات، متهم کرد. به گزارش رویترز، «عظیم آقاجانی» که طبق مدارکی که در دادگاه ارائه شد، به عنوان یک بازرگان و تاجر مستقر در تهران معرفی شده، یکی از اعضای سپاه پاسداران است و در کنار یک همدست شهروند نیجریه، به اتهام قاچاق اسلحه و مهمات تحت محاکمه‌است.  مقام‌های نیجریه روز ۲۶ اکتبر اعلام کردند که یک کشتی حامل سلاح‌های ارسالی جمهوری اسلامی ایران را در بندر لاگوس ضبط کرده‌اند. این محموله که در ۱۳ کانتینر جاسازی شده بود شامل گلوله‌های توپ، خمپاره و سایر سلاح‌ها بود و برچسب مواد ساختمانی روی جعبه‌های آن خورده بود. رادیو فردا
- بزرگترین ماهواره جاسوسی آمریکا به فضا رفت

یک موشک بدون سرنشین مدل دلتا چهار (دلتا فور) یک ماهواره جدید ساخت آمریکا به نام NROL-۳۲ را به فضا برد. شلیک این موشک از پایگاه هوایی «کیپ کاناورال» در فلوریدا انجام شد و ماهواره‌ای را که به فضا برد متعلق به سازمان شنود دولت آمریکا است. رادیو فردا
- وزیر دفاع کره جنوبی استعفا داد

دو روز پس از گلوله باران یکی از جزایر مرزی کره جنوبی توسط کره شمالی، کیم تی یانگ، وزیر دفاع کره جنوبی استعفا داده‌است. لی میونگ بک، رئیس جمهوری کره جنوبی استعفای او را پذیرفته‌است. عملکرد وزیر دفاع کره جنوبی در پی حمله کره شمالی با انتقادات وسیعی روبرو شده بود، چون کیم تی یانگ پاسخ نظامی مناسبی به حمله کره شمالی نداده‌است. بی‌بی‌سی فارسی
- هفدهمین مدال طلای ایران در بازی‌های آسیایی

احمدرضا طالبیان، در مسابقات استقامتی قایقرانیِ کایاک مدال طلا گرفت. وی با پشت سر گذاشتن دیگر حریفان خود در مسافت هزار متر، و با فاصله‌ای زیاد از آنها، رکورد ۳ دقیقه و ۳۴ ثانیه و ۲۵ صدم ثانیه را ثبت و مدال طلای این رشته را از آن خود کرد. پس از احمد رضا طالبیان، قایقرانی از چین در مکان دوم قرار گرفت. ایران اکنون با ۱۷ مدال طلا در جایگاه چهارم رده‌بندی مدال‌ها در بازی‌های آسیایی گوانگ‌جو قرار دارد. بی‌بی‌سی فارسی
- نگرانی آمریکا از افشاگری دوباره ویکی لیکس

## ۵ آذر ۱۳۸۹
- دوازده بخیه بر لب اوباما

باراک اوباما رئیس جمهور آمریکا روز جمعه در جریان بازی بسکتبال زخمی شد و لب او دوازده بخیه خورد. کاخ سفید اعلام کرد که آرنج یکی از بازیکنان به دهان آقای اوباما برخورد و لب او را پاره کرده‌است. بی بی سی فارسی
- کره شمالی علیه مانور نظامی مشترک آمریکا و کره جنوبی هشدار داد

روز جمعه، ۵ آذر (۲۶ نوامبر)، خبرگزاری مرکزی کره، متعلق به حکومت کره شمالی، اعزام یک ناو هواپیمابر آمریکایی به آبهای منطقه و برنامه اجرای برنامه مانور نظامی مشترک آمریکا و کره جنوبی در روز یکشنبه را محکوم کرد و این اقدامات را «حرکاتی برای هدف قرار دادن» کره شمالی خواند. این خبرگزاری، که منبع اطلاع رسانی در مورد حکومت کره شمالی و منعکس کننده دیدگاه‌های رهبران این کشور است، در تفسیری اظهار داشت: «اوضاع در شبه جزیره کره هر لحظه به پرتگاه جنگ نزدیکتر می‌شود» و اخطار کرد: «گذشت آن روزهایی که هشدار لفظی به تنهایی کارساز بود.» در ادامه این تفسیر آمده‌است که ارتش خلقی و مردم کره شمالی به شدت از اقدامات کره جنوبی و آمریکا خشمگین شده‌اند و «کاملاً آماده می‌شوند تا رگباری کوبنده از آتش بر سر دشمن فرو ریزند.» بی بی سی فارسی
- رهنورد: «تاریخ ما این‌همه خشونت سیاسی را به‌یاد ندارد»

زهرا رهنورد، از مخالفان دولت کنونی ایران، به‌مناسبت روز جهانی مبارزه با خشونت علیه زنان، نامه‌ای خطاب به صادق لاریجانی رئیس قوه قضائیه ایران نوشت. او در این نامه، از زنان زندانی و همچنین زنانی که همسران و فرزندان‌شان در زندان به‌سرمی‌برند یاد کرد و نوشت: «هرگز تاریخ کشور ما این همه خشونت سیاسی نسبت به همه مردم به خصوص نسبت به زنان را که توسط بخشی از حاکمیت بر آنان اعمال می‌شود، به خاطر ندارد.» وی از استفاده «انواع قرص‌ها و مخدرها و داروهای روان‌گردان» برای گرفتن اعتراف از زنان زندانی نوشته و افزوده‌است که این‌ها «انواع بیماری‌ها مانند فلج شدن» را به‌همراه آورده‌است. رادیو زمانه
- علی خامنه‌ای: «فتنه‌گران به مصلحت کشور لگد زدند»

علی خامنه‌ای، رهبر جمهوری اسلامی ایران، روز پنج‌شنبه در گردهمایی ۱۱۰ هزار نفری بسیجیان در اردوی «فدائیان ولایت»، معترضان به وقایع پس از انتخابات را به «پشت کردن» به «مصلحت کشور» متهم کرد. وی در ادامه افرادی که در وقایع یک سال و نیم گذشته، سکوت کرده‌اند را مورد خطاب قرار داد و سکوت این افراد را در اثر «عوارض هوای نفس» دانست و ادامه داد: «این‌ها همه نتیجه امر و نهی همان فرعون درونی ما است. همان فیل مست هواست. هوا و هوس است.» رادیو زمانه
- اردوغان: در صورت حمله اسرائیل به لبنان و غزه، ترکیه ساکت نخواهد نشست

رجب طیب اردوغان، نخست‌وزیر ترکیه گفت، اگر اسرائیل به لبنان یا غزه حمله کند، کشورش ساکت نخواهد نشست. رجب طیب اردوغان، نخست‌وزیر ترکیه در جریان سفر دو روزه خود به لبنان، روز پنجشنبه گفت: «آیا اسرائیل فکر می‌کند می‌تواند وارد لبنان شود و با پیشرفته‌ترین هواپیماها و تانک‌ها زنان و بچه‌ها را بکشد و مدرسه‌ها و بیمارستان‌ها را ویران کند و آنگاه انتظار داشته ما  ساکت بمانیم؟» رادیوفردا
- وزیر دفاع جدید کره جنوبی معرفی شد

## ۶ آذر ۱۳۸۹
- هاشمی رفسنجانی: بسیج در صورت تندروی دچار ضلالت می‌شود

اکبر هاشمی رفسنجانی، رئیس مجمع تشخیص مصلحت نظام گفت که اگر بسیج «در هیاهوهای سیاست‌زدگی، دچار تندروی‌های افراطیون و تفریطیون شود»، دچار «ضلالت و گمراهی» خواهد شد. او در نوشته ای که به مناسبت سالروز تشکیل بسیج (۵ آذر) در سایت شخصی خویش، منتشر کرده، آورده است که بسیج باید همچون زمان تاسیس آن، یک نیروی «مردمی» باقی بماند تا در چشم «همه گروهها با هر سلیقه سیاسی» محترم باشد. در گذشته، اظهار نظرهای هاشمی رفسنجانی معمولا در غالب سخنرانی و در دیدار با بازدیدکنندگانی از اقشار مختلف، یا در قالب مصاحبه صورت می گرفت و اعلام موضع او از طریق انتشار یادداشت در سایت شخصی، کمتر معمول بوده است. بی بی سی فارسی
- ایران در بازی‌های آسیایی چهارم شد

## ۷ آذر ۱۳۸۹
- کشف جو اکسیژنه در رئا؛ قمر زحل

دانشمندان از وجود جوی متشکل از اکسیژن در گرداگرد دومین قمر بزرگ زحل؛ رئا، خبر داده‌اند؛ هرچند امیدی به مهاجرت بدانجا هم نمی‌رود اول این‌که قمر ۱۵۰۰ کیلومتری یخ‌پوش رئا، بیش از ۱٫۵ میلیارد کیلومتر از زمین فاصله دارد و ثانیاً دمای متوسط سطح‌اش هم در حدود ۱۸۰- درجهٔ سلسیوس است. به‌علاوه، لایهٔ یکصدکیلومتری اکسیژنی که اخیراً پیدا شده، چنان نازک است که با احتساب دما و فشار در زمین، جو سراسری این قمر در تنها یک ساختمان متوسط مسکونی جای خواهد گرفت رادیو زمانه
- حکم زندان برای عبدالله شهبازی به اتهام افشای «زمین خواری» در فارس

عبدالله شهبازی، مورخ و نویسنده کتاب‌هایی چون «ظهور و سقوط سلطنت پهلوی»، به اتهام «تهمت، افترا، توهین و نشر اکاذیب» به یک سال و نیم زندان محکوم شد. «زمین و انباشت ثروت: تکوین الیگارشی جدید در ایران امروز»، عنوان کتابی از عبدالله شهبازی است که پای او را به دادگاه باز کرد. وی ضمن دفاع از محتویات کتاب «زمین و انباشت ثروت» در وبسایت شخصی خود نوشته‌است، طبق اطلاعات موثقی که دریافت کرده شعبه ۱۶ دادگاه تجدیدنظر استان فارس این حکم را برای وی صادر کرده‌است. شهبازی در کتاب خود از جمله آیت الله حائری شیرازی، امام جمعه سابق شیراز و عبدالعلی نجفی، فرمانده سابق «سپاه انصار المهدی» را به ضبط غیرقانونی زمین‌های شخصی افراد مختلف متهم کرده‌است. رادیو فردا
- ذوالنور: نظام اسلامی به بنی صدر اجازه داد از کشور خارج شود

مجتبی ذوالنور جانشین نماینده ولی فقیه در سپاه پاسداران، روایت رسمی جمهوری اسلامی درباره نحوه خروج ابوالحسن بنی‌صدر نخستین رئیس جمهور ایران از کشور را رد کرد و گفت: «برخی‌ها فکر می‌کنند بنی صدر از کشور فرار کرد که در اینجا باید گفت نظام اسلامی به بنی صدر اجازه داد تا از کشور خارج شود.» وی افزود: «حتی دو هواپیمای جنگنده‌ای که از پایگاه هوایی نوژه به تعقیب هواپیمای حامل بنی صدر اعزام شد ترفند نظام انقلاب اسلامی بود.» ذوالنور در بخش دیگری از سخنرانی خود در پاسخ به این پرسش که «چرا بسیجیانی که در جریان فتنه سال ۸۸ به شهادت رسیده‌اند گمنام اند؟» گفته‌است: «افرادی که حامی جریان فتنه هستند و حتی معاندان انقلاب اسلامی اگر از هویت خانواده‌های این شهدا اطلاعی پیدا کنند خانواده‌های آنان امنیت جانی نخواهند داشت.» وی با اشاره به میرحسین موسوی و مهدی کروبی، رهبران مخالفان دولت، گفته‌است: «نظام اسلامی قدرت برخورد با سران فتنه را دارد» اما «اگر آنها را زندانی کنیم قهرمان سیاسی می‌شوند و نظام اسلامی قصد ندارد کسی را قهرمان سیاسی کند چون سران فتنه اکنون جزو مردگان سیاسی هستند.» رادیو فردا
- افشاگری تازه ویکی لیکس درباره رابطه محرمانه چند سال اخیر ایالات متحده با جهان

چند رسانه بین المللی بخش‌هایی از اسناد محرمانه وزارت امور خارجه آمریکا را پس از دریافت از ویکی لیکس، منتشر کرده‌اند. روزنامه گاردین که این اسناد را دریافت کرده می‌گوید که ملک عبدالله، پادشاه عربستان سعودی، به طور محرمانه آمریکا را به بمباران تاسیسات اتمی ایران تشویق کرده بود. بر اساس این اسناد، دولت آمریکا سال گذشته برنامه‌ای برای جاسوسی درباره بان کی مون، دبیرکل سازمان ملل متحد، دستیاران ارشد وی و نیز نمایندگان کشورهای عضو دائم شورای امنیت سازمان ملل متحد راه اندازی کرده بود. بنا بر این اسناد، آمریکا به ویژه می‌خواسته‌است بداند که موضع بان کی مون درباره ایران و برنامه هسته‌ای این کشور و نیز موضع چین و روسیه درباره تحریم ایران و نیز وضع حقوق بشر در ایران چیست؟ نیویورک تایمز با استناد به یک پیام دیپلماتیک وزارت امور خارجه آمریکا می‌نویسد که شهروندان عربستان سعودی همچنان بزرگ ترین حامی مالی شبکه القاعده در خاورمیانه هستند و دولت قطر در زمینه مبارزه با تروریسم «بدترین» عملکرد را در منطقه داشته‌است. بی بی سی فارسی و بی بی سی فارسی و رادیوفردا
- با آغاز مانور نظامی آمریکا و کره جنوبی، تنش میان دو کره بالا گرفت

با آغاز مانور نظامی مشترک کره جنوبی و آمریکا در دریای زرد، تنش در شبه جزیره کره بالا گرفته‌است به طوری که کره شمالی اعلام کرده‌است در صورتی که در جریان این مانور به مرزهای آبی این کشور تجاوز شود، آن را بی پاسخ نخواهد گذاشت. خبرگزاری رسمی کره شمالی اعلام کرد: «ما هرگونه تجاوز به حریم آبی خود را با مقابله نظامی سهمگینی پاسخ خواهیم داد.» این هشدار کمی پس از آغاز این مانور نظامی در ۱۲۵ کیلومتری مرز آبی دو کره داده شد. بی‌بی‌سی فارسی
- میزان خسارات ناشی از آلودگی هوا در ایران به ۱۰ میلیارد دلار رسید

## ۸ آذر ۱۳۸۹
- ویکی لیکس اسرار محرمانه بین المللی را فاش کرد

اسناد دیپلماتیک محرمانه آمریکا که ویکی لیکس آنرا انتشار داده، تصویر نامطلوبی از بسیاری از رهبران جهان به دست می‌دهد. در این اسناد سیلویو برلوسکونی، رئیس جمهوری ایتالیا شخصی «بی لیاقت، از خود راضی و فاقد کارآیی» توصیف شده‌است. نیکولا سارکوزی، رئیس جمهوری فرانسه «خودکامه و نازک نارنجی» و آنگلا مرکل، صدراعظم آلمان شخصی که از هر گونه ریسکی پرهیز می‌کند، خوانده شده‌است. از رجب طیب اردوغان، نخست وزیر ترکیه به عنوان شخصی «کمال گرا و معتاد به کار» نام برده شده‌است. حامد کرزی، رئیس جمهوری افغانستان شخصی «ضعیف که دچار مالیخولیاست» توصیف شده‌است. در این اسناد ولادیمیر پوتین، نخست وزیر روسیه سرگروه و سر کرده یک دار و دسته و دولت روسیه یک دولت عملا مافیایی توصیف شده‌است. یک دیپلمات آمریکایی نیز نوشته‌است که سرهنگ قذافی رهبر لیبی همواره با یک پرستار اوکرائینی خوش هیکل و هوس انگیز، سفر می‌کند. بی‌بی‌سی فارسی
- احمدی نژاد: اسناد ویکی لیکس ارزش ندارد

محمود احمدی‌نژاد، رئیس جمهوری ایران گفت که اسناد ویکی لیکس ارزشی ندارد و «از نظر ما فاقد اعتبار است.» احمدی نژاد گفت: انتشار اسناد ویکی لیکس یک شیطنت است و تاثیری در روابط ما با کشورها نخواهد گذاشت. ما اعتبار حقوقی و قانونی برای این اسناد قائل نیستیم و این را یک بازی بی ارزش می‌دانیم. در بخشهایی از اسناد منتشر شده آمده که برخی سران کشورهای عربی همسایه ایران از آمریکا خواسته بودند که به ایران حمله نظامی کند. گفت که این اسناد را «دولت آمریکا منتشر کرده» و این یک «بازی اطلاعاتی و جنگ روانی» است. بی‌بی‌سی فارسی و رادیوفردا
- سوء قصد به جان دو فیزیکدان ایرانی در تهران

براساس گزارش منابع خبری داخل ایران، روز دوشنبه، ۸ آذر، بین ساعت ۷ و ۸ بامداد به وقت محلی، افراد ناشناس مجید شهریاری و فریدون عباسی، استادان فیزیک دانشگاه شهید بهشتی (ملی) در شمال تهران را که عازم محل کار خود در دانشگاه بودند هدف سوء قصد قرار دادند.

## ۹ آذر ۱۳۸۹
- ویکی‌لیکس: ادعای ابتلای خامنه‌ای به سرطان خون

در یکی از اسناد سری منتشرشده توسط ویکی‌لیکس یک دیپلمات آمریکایی در گزارشی که از کنسول‌گری آمریکا در استانبول ارسال کرده از قول یک تاجر هم‌پیمان هاشمی رفسنجانی می‌نویسد که علی خامنه‌ای رهبر ایران به سرطان خون پیشرفته مبتلاست و در ماه‌های آینده خواهد مرد. «... (یک شخص نزدیک به رفسنجانی) به او (تاجر طرفدار رفسنجانی) گفته است که خامنه‌ای به لوکمی پیشرفته مبتلاست و محتملاً تا چند ماه دیگر خواهد مرد. در نتیجه رفسنجانی تصمیم گرفته که از به چالش کشیدن خامنه‌ای پرهیز کند و به جای آن فضا را برای جانشینی خود آماده کند. اگر او موفق شد احمدی‌نژاد را برکنار و دستور برگزاری انتخابات جدید را خواهد داد.»
این گزارش در ۲۸ اوت ۲۰۰۹ (اوایل شهریور ۸۸) ارسال شده که رفسنجانی مبارزه‌ای را علیه انتخاب دوبارهٔ
احمدی‌نژاد به راه انداخته بود. گزارش می‌افزاید: «در نتیجه، رفسنجانی تبلیغات خود علیه خامنه‌ای در مجلس خبرگان را خاتمه بخشیده و منتظر است تا طبیعت کار خود را انجام دهد... از آن‌جا که رفسنجانی، موسوی و هواداران نزدیکشان این سناریو را پیش‌بینی می‌کنند، فعلاً فعالیت خود را کاهش داده‌اند. .... (شخص نزدیک به رفسنجانی) به ... (تاجر طرفدار رفسنجانی) گفته که او انتظار ندارد رهبران اپوزیسیون در ماه‌های آینده درخواست تظاهرات جدید یا فعالیت‌های تحریک‌آمیزی کنند که تلاش رفسنجانی برای جانشینی را خنثی کند.» روزنامهٔ دیلی تلگراف اشاره کرده که تظاهرات‌ها در همان زمان که این گزارش از تغییر استراتژی رفسنجانی خبر می‌داد، فروکش کرد. فرانس پرس، متن سند در ویکی‌لیکس
- ویکی‌لیکس تحت فشار شدید

چند روز پس از آغاز انتشار بیش از ۲۵۰ هزار سند طبقه‌بندی‌شدهٔ وزارت خارجهٔ آمریکا در وب‌گاه ویکی‌لیکس، این وب‌گاه با فشارهای جدیدی روبرو شده‌است. یک حملهٔ سایبری برای دومین بار در هفتهٔ اخیر این وب‌گاه را ساعاتی از کار انداخت. ویکی‌لیکس گفته قصد انتشار ۳٬۴۵۶ سند طبقه‌بندی‌شده از انستیتوی آمریکایی در تایوان، سفارت دوفاکتوی آمریکا در این کشور را دارد. دولت چین درخواست اقدام عملی این گروه را کرد. گروهی از اعضای سابق ویکی‌لیکس هم که به نحوهٔ ادارهٔ این سایت توسط جولین آسانژ هکر استرالیایی اعتراض دارند، از راه‌اندازی یک وب‌گاه رقیب خبر دادند.
یک نمایندهٔ مجلس تایوان از عواقب انتشار اسناد جدید در مورد فعالیت‌های آمریکا در تایوان ابراز نگرانی کرده، چون ممکن باعث سوء تفاهم شده و روابط دوجانبه این کشور را با مشکل روبرو کند. در مقابل هوگو چاوز اقدام ویکی‌لیکس را ستایش کرده با اینکه او در یکی از اسناد از قول یک دیپلمات فرانسوی «دیوانه» توصیف شده‌است و دولت اکوادور حتی پیشنهاد پناهندگی به آسانژ رهبر ویکی‌لیکس داده‌است.
اما احمدی‌نژاد دیگر رئیس دولت مخالف آمریکا اسناد ویکی‌لیکس را بی‌ارزش و جعلی توصیف کرده‌است. مقامات امارات و بحرین نیز محتوای این اسناد را گزارش یک دیدگاه آمکریکایی از گفتگوها توصیف کرده‌اند. رهبران کشورهای عربی حاشیه خلیج فارس در این اسناد ایران را یک خطر مهم توصیف کرده‌اند. از جمله امیر عبدالله پادشاه عربستان از آمریکا درخواست کرده به ایران حمله کند و «سر مار» را از روی برنامهٔ هسته‌ای قطع کند. فرانس پرس
- شهلا جاهد فردا اعدام می‌شود

عبدالصمد خرمشاهی، وکیل مدافع شهلا جاهد، زندانی محکوم به قصاص اعلام کرد دادسرای امور جنایی گفته‌است که موکلش بامداد روز چهارشنبه فردا اعدام خواهد شد. بی‌بی‌سی فارسی
- تیم فوتبال بارسلونا در پایان هفته سیزدهم لالیگا برابر رئال مادرید جشنواره گل به راه انداخت.

در بازی روز دوشنبه دو تیم قدرتمند لیگ فوتبال اسپانیا که ال کلاسیکو لقب دارد بارسلونا ۵ بر صفر پیروز شد و صدرجدول را از رئال پس گرفت.
- اسناد ویکی لیکس: نظر چین نسبت به کره شمالی تغییر کرده

## ۱۰ آذر ۱۳۸۹
- عبدالله شهبازی بازداشت شد

عبدالله شهبازی، پژوهشگر تاریخ ساکن شیراز که اخیرا به دلیل انتشار کتابی اینترنتی در مورد زمین‌خواری در استان فارس به تحمل یک سال و نیم زندان محکوم شده بود، عصر روز چهارشنبه ۱۰ آذر (اول دسامبر) بازداشت شد. یکی از بستگان شهبازی بازداشت او را تأیید کرد و گفت که او احتمالا در آخرین لحظه‌های پیش از بازداشت، عبارت «دستگیرم کردند» را روی وبسایت خود منتشر کرده‌است. شهبازی یک ساعت پیش از بازداشت در یادداشت دیگری نوشته بود که مأموران نیروی انتظامی خانه او را تفتیش کرده‌اند و بعضی از وسایل شخصی او را با خود برده‌اند. به نوشته او، این مأموران حکم محکومیت اخیر او را همراه داشته‌اند. بی‌بی‌سی فارسی
- احمدی نژاد: «ترورها تکرار شود شورای امنیت را محاکمه می‌کنیم»

به گزارش خبرگزاری کار ایران (ایلنا)، محمود احمدی‌نژاد شب گذشته طی سخنانی در رابطه با ترور مجید شهریاری و فریدون عباسی، دو استاد دانشگاه بهشتی تهران که دو روز پیش صورت گرفت و منجر به مرگ مجید شهریاری شد، گفت: «کشورهای غربی و دشمنان بدانند اگر به خدا یک بار دیگر این حوادث تکرار شود اعضای شورای امنیت سازمان ملل متحد را محاکمه و مجازات می‌کنیم و این حرف‌ها را هم از موضع قدرت می‌زنیم.» احمدی‌نژاد افزود: جمهوری اسلامی ایران این ترورها را به حساب کسانی می‌گذارد که علیه ایران قطعنامه صادر کردند چون در قطعنامه «اسم دانشمندان را ذکر کرده‌اند.» رادیو زمانه
- دو دانشجو در ایران به حبس محکوم شدند

نسیم سلطان بیگی، دانشجوی دانشگاه علامه طباطبایی و مجتبی هاشمی دانشجوی دانشگاه تهران به حبس محکوم شدند. به گزارش تارنمای دانشجونیوز، نسیم سلطان بیگی از سوی شعبه ۱۵ دادگاه انقلاب اسلامی تهران به اتهام «اقدام علیه امنیت ملی و تبلیغ علیه نظام» به چهار سال حبس تعزیری محکوم شده‌است. امروز همچنین تارنمای جرس خبر داده که مجتبی هاشمی دانشجوی دانشگاه تهران به اتهام «اقدام علیه امنیت ملی، توهین به رهبری و اخلال در نظم» به یک سال حبس تعزیری محکوم شده‌است. دادگاه این دانشجو را به اتهام «اخلال در نظم» به ۷۴ ضربه شلاق نیز محکوم کرده‌است. مجتبی هاشمی همچنین به اتهام «توهین به رئیس‌جمهور» به پرداخت یک میلیون ریال جریمه نقدی محکوم شده‌است. بنابر این گزارش، اخراج دو دانشجوی دانشگاه تربیت معلم به منظور «جلوگیری از تجمعات احتمالی در ۱۶ آذر (روز دانشجو)» در این دانشگاه اعلام شده‌است. رادیو زمانه
- صافی گلپایگانی: اعزام زنان ورزشکار به خارج از کشور مایه شرمساری است

صافی گلپایگانی، از مراجع تقلید قم، در واکنشی به اعزام ورزشکاران زن به خارج از کشور گفت که اعزام ورزشکاران زن مایه شرمساری است و باید از آن جلوگیری کرد. بی‌بی‌سی فارسی
- تا پایان سال جاری تمام پنجشنبه‌ها در کابل تعطیل عمومی شد

شورای وزیران افغانستان روزهای پنجشنبه را تا پایان سال جاری، تنها در کابل، پایتخت افغانستان، تعطیل عمومی اعلام کرده‌است. مقامات افغان می‌گویند، این تصمیم کمک می‌کند تا رفت و آمد خودروها حداقل در روزهای پنجشنبه در کابل کاهش یافته و از بیشتر شدن آلودگی هوا در این شهر جلوگیری شود. بی‌بی‌سی فارسی
- شهلا جاهد در زندان اوین اعدام شد

شهلا جاهد، زنی که به جرم قتل همسر ناصر محمدخانی، فوتبالیست ایرانی به مرگ محکوم شده بود، در زندان اوین به دار آویخته شده‌است. عبدالصمد خرمشاهی، وکیل خانم جاهد، در مصاحبه با بی بی سی خبر اعدام موکل خود را تایید کرده‌است. بی‌بی‌سی فارسی
- افشای اسناد دیپلماتیک آمریکا:
  - پلیس بین‌الملل روز سه شنبه با صدور حکم جلب جولیان آسانژ، بنیانگذار ویکی‌لیکس اعلام کرد تمامی افرادی که به نوعی آقای آسانژ را می‌شناسند باید وی را به پلیس محلی معرفی کنند. همزمان، ایالات متحده آمریکا برای جلوگیری از افشای اسناد محرمانه این کشور، دسترسی به اسناد وزارت امور خارجه را محدود کرده‌است. رادیوفردا
  - افشاگری‌های جدید سایت ویکی لیکس حاکی از آن است که یوکیو آمانو، مدیرکل آژانس بین المللی انرژی اتمی سازمان ملل متحد، پیش از دست گرفتن این سمت از مواضع آمریکا در مورد مشکلات استراتژیک مهم، از جمله نحوه رسیدگی به برنامه هسته‌ای ایران، به شدت حمایت کرده‌است. یکی از اسناد افشا شده در مورد مراودات هیات انرژی اتمی آمریکا مستقر در وین، مقر آژانس بین المللی انرژی اتمی، نشان می‌دهد که آمانو بارها خود را هوادار آمریکا توصیف کرده‌است. ایران قبلا آقای آمانو را متهم کرده بود که نظرات تبعیض آمیز علیه این کشور دارد. بی‌بی‌سی فارسی
  - یکی از مدارک سری که به تازگی از سوی سایت ویکی لیکس منتشر شده‌است، نشان می‌دهد که اقدام آمریکا در فروش تسلیحات پیشرفته نظامی به کشورهای عربی، موجب نگرانی اسرائیل در مورد برتری نظامی این کشور در منطقه شده‌است. بی‌بی‌سی فارسی
  - جولین آسانژ، مدیر ویکی لیکس که با انتشار اسنادی فاش نشده از روابط دیپلماتیک ایالات متحده آمریکا باعث واکنش‌های گسترده‌ای شده‌است، در گفت وگو با مجله «فوربز»، خبر از دور بعدی افشای مدارک و اسناد می‌دهد که درمورد یک بانک آمریکایی است. رادیوفردا
  - تلگرام‌های دیپلماتیک آمریکا که وب سایت ویکی لیکس منتشر کرده‌است، نگرانی‌هایی را درباره مواد اتمی پاکستان و تعهد اسلام آباد به نبرد با شورشیان درامتداد مرز با افغانستان نشان می‌دهد. روزنامه‌های نیویورک تایمز و گاردین جزییات تلگرام‌ها را روز چهارشنبه منتشر کردند. در تلگرامی در فوریه ۲۰۰۹، ان پیترسون، سفیر آمریکا در پاکستان گفت مقامات آمریکایی نگران هستند کسی که در یک مرکز اتمی پاکستان کار می‌کند، ممکن است «بتدریج مواد اتمی را به اندازه‌ای که برای ساختن اسلحه کافی باشد قاچاق کند». صدای آمریکا

## ۱۱ آذر ۱۳۸۹
- وزیر اطلاعات ایران: سرویس‌های امنیتی اسرائیل و انگلیس، عامل ترور هستند

حیدر مصلحی، وزیر اطلاعات ایران، سرویس‌های اطلاعاتی و امنیتی موساد و بریتانیا را عامل ترورهای اخیر در تهران معرفی کرده‌است. مصلحی امروز در یک نشست در قم گفت: «در این ترورها یکی از اقدمات جدیدی که سرویس‌های اطلاعاتی موساد و سرویس‌های اطلاعاتی انگلیس انجام دادند، استفاده از گروه‌های شکست خورده‌ای بود که در مقابل جمهوری اسلامی ایران نتوانسته‌اند به جایی برسند.» رادیوزمانه
- روسیه و قطر میزبان‌های جام جهانی ۲۰۱۸ و ۲۰۲۲ شدند

فدراسیون جهانی فوتبال، فیفا روسیه را به عنوان میزبان جام جهانی در سال ۲۰۱۸ و قطر را به عنوان جام جهانی ۲۰۲۲ انتخاب کرد. سب بلاتر، رئیس فیفا در مراسمی که روز پنجشنبه، ۲ دسامبر برای معرفی میزبانان جام جهانی ۲۰۱۸ و ۲۰۲۲ در شهر زوریخ برگزار شد، نام این دو کشور را به عنوان میزبانان بعدی جام جهانی انتخاب کرد. اعضای کمیته اجرایی فیفا در دو رای گیری جداگانه میزبان بازیهای دو دوره بعد جام جهانی را انتخاب کردند. برای سال ۲۰۱۸ چهار پیشنهاد انگلستان، روسیه، اسپانیا/ پرتغال و همچنین هلند/بلژیک مطرح بودند. پنج کشور آمریکا، ژاپن، کره جنوبی، قطر و استرالیا هم در انتظار انتخاب شدن برای میزبانی جام جهانی ۲۰۲۲ بودند. بی‌بی‌سی فارسی
- افشای اسناد دیپلماتیک آمریکا:
  - رجب طیب اردوغان، نخست‌وزیر ترکیه از ادعای وب‌گاه ویکی‌لیکس مبنی بر داشتن هشت حساب محرمانه در بانک‌های سوئیس، به شدت خشمگین شده و این ادعاها را تکذیب کرده‌است. طیب اردوغان هم‌چنین ادعای پیام‌های دیپلماتیک آمریکا مبنی بر اسرائیل‌ستیزی بودن را، رد کرده‌است. یورونیوز فارسی
  - در تعدادی از پیام‌های دیپلماتیک آمریکا که توسط وب‌گاه ویکی‌لیکس منتشر شده، روسیه، بلاروس و چچن «دولت‌های مافیایی» توصیف شده‌اند. بی‌بی‌سی فارسی
  - یکی از پیام‌های دیپلماتیک آمریکا که توسط ویکی لیکس افشا شده، جزئیات گفتگوی محرمانه سه سال پیش مقام‌های ایالات متحده و اسرائیل درباره چگونگی برخورد با ایران را تشریح می‌کند. ویکی لیکس سندی را درباره تبادل نظر ایالات متحده و اسرائیل درباره ایران منتشر کرده‌است. براساس این سند، ریچارد جونز، سفیر پیشین آمریکا در اسرائیل، در ۳۱ اوت سال ۲۰۰۷ درباره دیدار مئیر داگان، رئیس سازمان اطلاعاتی اسرائیل (موساد)، با نیکولاس برنز، معاون سیاسی وزیر امور خارجه ایالات متحده در دوره ریاست جمهوری جورج بوش، پیامی سری به واشنگتن ارسال کرد. براساس محتوای این پیام، ایران و برنامه اتمی این کشور از موضوع‌های مورد گفتگوی هیات آمریکایی و اسرائیلی در ملاقاتی در روز ۱۷ اوت در تل آویو بود. بی‌بی‌سی فارسی
  - شرکت آمریکایی آمازون ارائه خدماتش به ویکی‌لیکس را قطع کرد و اسناد ویکی‌لیکس را از فضایی که در اختیار دارد، خارج نمود. به گزارش ویکی لیکس در تویتر، کتاب‌فروشی آمازون اسناد ویکی‌لیکس را از فضایی که در اختیار دارد خارج نمود و به‌این ترتیب دسترسی به این اسناد را مختل کرد. ویکی‌لیکس، دیروز، اول دسامبر ۲۰۱۰ در تویتر نوشت: «آزادی بیان در سرزمین آزادگان. آمازون اسناد ویکی‌لیکس را از فضایی که در اختیار دارد، تبعید کرد.» رادیوزمانه
  - دادگاه عالی سوئد درخواست وکلای جولیان آسانژ، بنیانگذار وب سایت ویکی لیکس، برای لغو دستور بازداشت آقای آسانژ را رد کرده‌است. پیش تر دادگاهی در سوئد به اتهام تجاوز، زورگویی و آزار جنسی دو زن سوئدی برای آقای آسانژ حکم بازداشت صادر کرده بود. جولیان آسانژ این اتهام‌ها را رد می‌کند و می‌گوید انگیزه این تعقیب قضایی، تخریب شخصیت اوست. وکلای آقای آسانژ از دادگاه عالی سوئد درخواست لغو این حکم بازداشت را داشتند که روز پنجشنبه ۲ دسامبر ۲۰۱۰ (۱۱ آذر ۱۳۸۹) این درخواست رد شد. جولیان آسانژ ۳۹ ساله در کویینزلند استرالیا به دنیا آمده و به گفته یکی از سخنگویان ویکی لیکس، در روزهای اخیر و به دنبال آن که چند بار به مرگ تهدید شده، ناچار است کمتر در انظار عمومی ظاهر شود. بی‌بی‌سی فارسی

## ۱۲ آذر ۱۳۸۹
- جایزه انجمن پژوهش‌های خاورمیانه

به گزارش بخش ادبی و فرهنگی رادیو زمانه، پژوهش تاریخی «ایران در زمان ساسانیان» نوشته تورج دریایی، دانشیار دانشگاه کالیفرنیا در فولرتن و کارشناس تاریخ ایران باستان، جایزه انجمن پژوهش‌های خاورمیانه در بریتانیا را از آن خود کرد. این انجمن در بیانیه‌ای به این مناسبت نوشت: «ایران در زمان ساسانیان» دستاوردی در تاریخ خاورمیانه به‌شمار می‌آید و پژوهشگر موفق شده‌است از نگاه اروپامحور باخترشناسان اروپایی فاصله بگیرد و به گونه‌ای مستقل و با زبانی که برای همگان قابل فهم است به فصلی مهم از تاریخ ایران در زمان ساسانیان بپردازد. تورج دریایی درباره انگیزه‌اش در پژوهش تاریخ ساسانیان گفته بود، تصمیم گرفته‌است زندگی علمی‌اش را وقف تاریخ ساسانیان کند، «برای این‌که فراموش شده‌اند؛ در ایران به نوعی، و در خارج کاملاً. به هر حال باید یک ناجی داشته باشند.» رادیو زمانه
- بیانیه کانون نویسندگان ایران

کانون نویسندگان ایران به مناسبت دوازدهمین سالگرد قتل محمد مختاری و محمد جعفر پوینده بیانیه‌ای صادر کرد و در این بیانیه خواستار مجازات آمران و عاملان قتل‌های زنجیره‌ای ایران و حذف سانسور شد. در این بیانیه آمده‌است: «اکنون همگان می‌دانند که قتل‌های سیاسی سال ۷۷ موسوم به قتل‌های زنجیره‌ای جریانی برای حذف فیزیکی دگراندیشان و آزادی‌خواهان بود. این جنایت با قتل ددمنشانه فعالان سیاسی داریوش فروهر و پروانه اسکندری آغاز شد و با ربودن و خفه کردن دو یار سربلند کانون نویسندگان ایران، محمد مختاری و محمدجعفر پوینده، به اوج رسید... طی سال‌هایی که از این جنایت می‌گذرد نه‌تنها ابتدایی‌ترین خواسته‌های انسانی نادیده گرفته شد، بلکه با سرکوب و دستگیری و حبس و سانسور فضایی سربی بر جامعه حاکم کردند و گوی سبقت را از خودکامگان قرون‌وسطایی ربودند. اکنون اعمال زور و سرکوب شیوهٔ رایج در چهارگوشهٔ کشور است. یورش به خانه‌ها، دستگیری‌های گسترده، دادگاه‌های عدالت‌ستیز و محکومیت‌های طولانی ابعادی وسیع می‌یابد.» رادیو زمانه
- قدردانی پوتین از فیفا به خاطر برگزیدن روسیه

ولادیمیر پوتین، نخست وزیر روسیه، از فدراسیون بین المللی فوتبال (فیفا) به خاطر برگزیدن کشورش به عنوان میزبان مسابقات جام جهانی ۲۰۱۸ قدردانی کرده‌است. فیفا روز پنجشنبه  در مراسمی در شهر زوریخ سوئیس، روسیه را برای میزبانی جام جهانی ۲۰۱۸ و قطر را به عنوان میزبان بازی‌های ۲۰۲۲ انتخاب کرد. ولادیمیر پوتین که به زوریخ سفر کرده، وعده داد که روسیه مسابقات جام جهانی ۲۰۱۸ را در بالاترین سطح ممکن برگزار کند. بی‌بی‌سی فارسی
- افشای اسناد دیپلماتیک آمریکا:
  - بخشی از اسناد تازه فاش شده ویکی لیکس در مورد مصر، روایتگر واکنش قاهره به مسئله اتمی ایران است و مصر تهدید کرده در صورت اتمی شدن ایران، این کشور هم به سمت بمب اتم و دستیابی به آن، خواهد رفت. خبرگزاری آسوشیتد پرس در گزارشی از اسناد فاش شده ویکی لیکس، گزارش داد حسنی مبارک، رییس جمهوری مصر در سال ۲۰۰۸، دو سال پیش و در دیدار با هیاتی از کنگره آمریکا، گفته که منطقه (خاورمیانه) از فعالیت‌های اتمی ایران «به شدت هراسان و نگران» است. طبق سند فاش شده مکاتبات دیپلماتیک وزارت خارجه، حسنی مبارک در حاشیه اجلاس اقتصاد جهانی در شرم الشیخ گفته‌است: «اگر ایران به بمب اتمی دست یابد، مصر هم مجبور است همین راه را طی کند.»  رادیوفردا
  - اسناد منتشر شده در وب سایت ویکی لیکس در مورد پاکستان نشان می‌دهد که دولت آمریکا و متحدانش بیم آن دارند که تند روهای اسلامی به امکانات هسته‌ای پاکستان دست پیدا کنند. به علاوه این اسناد نشان دهنده تردید و اطمینان نداشتن آمریکا از موقعیت رییس جمهوری پاکستان و همچنین صداقت این کشور در مبارزه با تندروهای اسلامی متحد طالبان است. آن پاترسون، سفیر وقت آمریکا در پاکستان در فوریه ۲۰۰۹ در یادداشتی نوشته‌است: «نگرانی ما از این نیست که اسلامگرایان بتوانند بمب هسته‌ای را به طور کامل بربایند. این امکانپذیر نیست. نگرانی ما از این روست که کسانی از درون دولت پاکستان با آنها همکاری کرده، به تدریج وسایل و مواد لازم برای ساختن سلاح‌های هسته‌ای را در اختیار آنان بگذارند.» رادیوفردا
  - سایت سازمان افشاگر و بحث برانگیز ویکی لیکس بعد از آن که به خاطر حملات سایبری توسط شرکتی که خدمات دامنه اینترنتی، به آن ارائه می‌داد، بسته شده بود، بار دیگر آنلاین شده‌است. خدمات دامنه اینترنتی جدید این سایت اکنون توسط یک شرکت سوئیسی ارائه می‌شود. شرکت قبلی، EveryDNS.net، که آمریکایی است، گفته بود که خدمات رسانی به ویکی لیکس را متوقف کرده چون این سایت به طور گسترده مورد حملات سایبری بوده‌است. بی‌بی‌سی فارسی
  - اسناد محرمانه دیپلماتیک منتشر شده توسط وب‌سایت ویکی‌لیکس نشان‌دهنده نگرانی دیپلمات‌های آمریکایی از نفوذ فزاینده ایران در آمریکای جنوبی است. به نوشته این اسناد، دیپلمات‌های آمریکایی از دسترسی ایران به ذخایر اورانیوم بولیوی ابراز نگرانی کرده‌اند اما این دیپلمات‌ها معتقدند که نگرانی نسبت به ارسال اورانیوم از ونزوئلا به تهران بی‌پایه‌است. هم‌چنین به گزارش خبرگزاری آسوشیتدپرس، در یکی دیگر از مکاتبات محرمانه سال ۲۰۰۶ که این هفته در ویکی‌لیکس منتشر شده آمده‌است که گروهی از سربازان ایران در ونزوئلا مشغول دادن تمرین نظامی به نیروهای ذخیره ارتش آن کشور بوده‌اند. بی‌بی‌سی فارسی
  - اسناد منتشر شده در سایت ویکی لیکس نشان می‌دهد که از نظر حامد کرزی نیروهای بریتانیایی در ماموریت شان برای آرام کردن هلمند ناکام بوده‌اند. بر اساس اسنادی که اخیرا از لابلای اسناد سری وزارت خارجه آمریکا در سایت ویکی لیکس منتشر شده، حامد کرزی رئیس جمهوری افغانستان و مقام‌های آمریکایی از ماموریت نیروهای بریتانیایی در هلمند راضی نبوده‌اند. بی‌بی‌سی فارسی
  - اسناد دیپلماتیک افشا شده توسط ویکی‌لیکس بار دیگر موضوع حمایت جمهوری اسلامی از طالبان و همچنین کمک‌های مالی به مقامات افغانستان، را مطرح کرده و بر نگرانی‌های ایالات متحده از رفتار ایران در قبال افغانستان تأکید می‌کند. اسناد محرمانه‌ای که به تازگی در وبسایت ویکی‌لیکس منتشر شده، حکایت از حمایت جمهوری اسلامی از شبه نظامیان طالبان در افغانستان و در عین حال حمایت‌های مالی رسمی و غیر رسمی تهران از رهبران مذهبی و سیاسی افغانستان دارد؛ مسائلی که پیش از این نیز مقامات ایالات متحده بارها بر آن تأکید و از آن ابراز نگرانی کرده بودند. بی‌بی‌سی فارسی
  - گزارش‌های منتشر شده از رسانه‌ها حاکی از آن است که بیشتر پیام‌های دیپلماتیک افشا شده توسط سایت ویکی لیکس از شبکه ارتباطی وزرات دفاع آمریکا، که «سیپرنت» (Siprnet) نام دارد، به دست آمده‌است. از این شبکه برای رد و بدل کردن اطلاعات طبقه بندی شده استفاده می‌شود. جالب اینجاست که شبکه سیپرنت که در دهه ۱۹۹۰ راه اندازی شده بود، پس از حملات یازدهم سپتامبر گسترش پیدا کرد تا اطلاعات طبقه بندی شده آسانتر به اشتراک گذارده شود و اختلالات کمتری در ارتباط میان نهادهای اطلاعاتی ایجاد شود. این شبکه برای تبادل اطلاعات تا مرحله «سری» طراحی شده‌است. اطلاعات سری اطلاعاتی است که «صدمه جدی» به امنیت ملی آمریکا وارد می‌کند. بی‌بی‌سی فارسی

## ۱۳ آذر ۱۳۸۹
- «چهارمین سفر علی خامنه‌ای به قم طی دو ماه اخیر»

گزارش‌ها حاکی است که علی خامنه‌ای رهبر جمهوری اسلامی، برای دیدار با علمای قم به این شهر سفر کرده‌است. این سومین سفر غیر رسمی او به قم، پس از دیدار رسمی ۱۰ روزه وی از این شهر طی  کمتر از دوماه اخیر است. به گزارش وب‌سایت آیت الله مسلم ملکوتی، از روحانیون بلندپایه قم، خامنه‌ای شامگاه جمعه با او دیدار کرده‌است. خامنه‌ای از ۲۷ مهرماه ماه سال جاری به مدت ده روز به قم سفر کرد و مراجع و روحانیون ارشد نیز با حضور در محل سکونت وی با رهبر جمهوری اسلامی دیدار کردند. پس از این سفر، وی دو سفر غیر رسمی دیگر هم به قم داشت. در جریان سفر مهرماه برخی از مراجع سنتی قم و نیز مراجع تقلید نزدیک به اصلاح‌طلبان به دیدار آیت‌الله خامنه‌ای نرفتند که در این میان می‌توان از وحید خراسانی، موسوی اردبیلی و یوسف صانعی یاد کرد. در این میان دیدار نکردن آیت الله خراسانی از مراجع طراز اول جامعه دینی سنتی ایران با خامنه‌ای خبرساز شد. رادیو فردا
- مهدی کروبی: برای حفظ قدرت به جان علم و دانشگاه افتاده‌اند

مهدی کروبی، از رهبران اصلاح‌طلب، در آستانه ۱۶ آذر، روز دانشجو، طی پیامی، تاکید کرده‌است که جریان تمامیت‌خواه برای حفظ قدرت به جان «علم و دانش» افتاده‌است تا از این طریق مانع «پرسشگری دانشجویان و دانشگاهیان» شود. او با اشاره به نقش دانشجویان در دوران انقلاب و جنگ به فضای پس از انتخابات پرداخته و می‌نویسد: «در دوران پس از انتخابات ریاست جمهوری سال گذشته نیز که تمامیت‌خواهان از طریق مهندسی انتخابات، به زعم خود کشور را در اختیار گرفتند... جامعه دانشگاهی همیشه سرافراز ایران، بار دیگر نقش برجسته‌ای را در مقاومت مقابل انحصارطلبان و ایثار و تلاش در راه بازگرداندن حق قانونی و شرعی ملت ایفاء کرد.» کروبی در ادامه، حاکمیت را متهم کرده‌است که برخورد با دانشگاهیان و دانشجویان را در دستور کار خود قرار داده‌است تا به زعم خود جلوی تحولات در جامعه را بگیرد. رادیو فردا
- افشای اسناد دیپلماتیک آمریکا:
  - بر اساس صدها سند سیاسی محرمانه، افغانستان از نظر سیاستمداران آمریکایی کشوری است که فساد در آن تا بالاترین سطوح دولتی ریشه دوانده‌است. اسناد منتشر شده در وب سایت ویکی لیکس دامنه فساد را با اتهام‌هایی نظیر رشوه، پولشوئی و استفاده از قاچاق مواد مخدر، «فراگیر» توصیف کرده و حامد کرزی را رییس جمهوری ضعیف و بی تاثیر می‌نامد. سند دیگری آصف رحیمی وزیر کشاورزی را تنها عضو کابینه افغانستان می‌داند که هیچ اتهام فسادی بر او وارد نیست. صدای آمریکا
  - در حالی که وب سایت «ویکی لیکس» تلاش می‌کند تا همچنان فعال باقی بماند حمله‌های گسترده سرورهای کامپیوتری در روز جمعه مدیران آن را ناگزیر کرد تا نشانی و عنوان اینترنتی خود را تغییر دهند و برای ادامه فعالیت و هموار ساختن راه دسترسی کاربران از کشوری به کشوری بروند. در این میان، جولیان آسانژ بنیانگذار گروه، در یک مصاحبه اینترنتی با روزنامه بریتانیایی گاردین  گفت «من و همکارانم به دلیل تهدیدهای گسترده باید احتیاط‌های امنیتی بیشتری به عمل می‌آوریم.» صدای آمریکا

## ۱۴ آذر ۱۳۸۹
- مارادونا با تاخیر به ایران می‌رود

به گفته احمدی نژاد مارادونا برای به عهده گرفتن سرمربی گری تیم ملی به ایران می‌رود. رئیس جمهور در حاشیه مراسم تجلیل از مدال آوران بازیهای آسیایی با بیان اینکه مارادونا با تاخیر به ایران می‌آید در پاسخ به پرسش خبرنگاران مبنی بر سپردن تیم ملی فوتبال ایران به این آرژانتینی سرش را به نشانه تایید تکان داد. به گزارش خبرنگار مهر، دکتر محمود احمدی نژاد در پاسخ به سئوال خبرنگاران مبنی بر حضور مارادونا در ایران تاکید کرد: «مارادونا به ایران می‌آید اما با تاخیر». بی‌بی‌سی فارسی
- نامه گزارشگران بدون مرز به ۱+۵ درباره نقض حقوق بشر در ایران

سازمان گزارشگران بدون مرز در آستانه برگزاری دور تازه مذاکرات هسته‌ای ایران و گروه ۱+۵ با انتشار بیانیه‌ای خواهان بررسی وضعیت حقوق بشر ایران در این مذاکرات شده‌است. به گزارش تارنمای فارسی گزارشگران بدون مرز، این انجمن «نگرانی عمیق» خود را از وضعیت آزادی بیان در ایران اعلام کرد و خواهان توجه کشورهای مذاکره کننده با جمهوری اسلامی ایران به «دستگیری و صدور احکام سنگین زندان برای وب‌نگاران و روزنامه‌نگاران و شرایط نابسامان بازداشت زندانیان» شد. گزارشگران بدون مرز در نامه‌اش به گروه ۱+۵ نوشته‌است: «از ۲۲ خرداد ۱۳۸۸ و در پی سرکوب اعتراض‌های گسترده به انتخاب مجدد محمود احمدی‌نژاد، صدها زندانی در شرایط غیر انسانی و تحقیرآمیز، در زندان‌های ایران نگاه‌داری می‌شوند و ابتدایی‌ترین حقوق آن‌ها از جمله حق بهره‌مند شدن از درمان پزشکی مناسب پایمال می‌شود.» رادیو زمانه
- صالحی: در تولید کیک زرد خودکفا شدیم

علی اکبر صالحی رئیس سازمان انرژی اتمی ایران در مراسم ورود اولین محموله کیک زرد به سایت هسته‌ای اصفهان گفته که «غربی‌ها دل بسته بودند که ممکن است ما در تولید مواد اولیه تولید سوخت مشکل داشته باشیم اما این نمونه اولین محموله کیک زرد ارسالی از معدن گچین است که تحت نظارت و حسابرسی آژانس نیز قرار دارد.» بی‌بی‌سی فارسی
- افشای اسناد دیپلماتیک آمریکا:
  - وکیل جولین آسانژ، مدیر سایت ویکی لیکس به بی بی سی گفت موکلش مدارک مهمی در دست دارد و اگر اتفاقی برای او یا سایت ویکی لیکس بیفتد، آنها را فاش می‌کند. مارک استفن، وکیل آسانژ این مدارک را «بمب هیدروژنی در عصر اینترنت» خواند. او همچنین ادعا کرد که پرونده تجاوزی که علیه آقای آسانژ در سوئد باز شده، دارای انگیزه‌های سیاسی است. بی‌بی‌سی فارسی
  - بخشی از پیام‌های محرمانه وزارت امورخارجه آمریکا که به وسیله سایت ویکی لیکس افشا شده‌است نشان می‌دهد یمن به طور مخفیانه به آمریکا اجازه داده‌است محل استقرار تندرویانه مظنون به عضویت در القاعده در این کشور را بمباران کند. علی عبدالله صالح، رئیس جمهوری یمن هنگام بمباران مواضع القاعده در این کشور ادعا کرده بود که این حملات به وسیله نیروی هوایی کشورش صورت گرفته‌است ولی براساس اسناد منتشر شده، حملات به وسیله نیروی هوایی ایالات متحده انجام شده‌است. در خبر دیگری یوسف رضا گیلانی، نخست وزیر پاکستان اتهامات عنوان شده در تلگرام‌های دیپلماتیک آمریکا در مورد حامد کرزی رییس جمهوری افغانستان را رد کرده‌است. وی اظهار داشت گزارش‌هایی که حاکی است پرزیدنت کرزی کنترلی بر سازمان‌های امنیتی و پلیس ندارد، احتمالا نظر مقامات دون پایه آمریکایی است و نباید جدی گرفته شود. گیلانی افزود به ویکی لیکس، که اسناد را فاش ساخت، نباید اعتماد کرد. صدای آمریکا، بی‌بی‌سی فارسی

## ۱۵ آذر ۱۳۸۹
- شخصی که شاهد زیرگرفتن معترضان انتخاباتی توسط خودروی نیروی انتظامی بود، زندانی شد

لیلا توسلی، شاهد زیر گرفتن معترضان انتخاباتی توسط خودروی نیروی انتظامی در جریان اعتراضات روز عاشورا، عصر یکشنبه زندانی شد. او که دختر دکتر محمد توسلی، عضو ارشد نهضت آزادی است، به خاطر بیان مشاهداتش در یک مصاحبه، از سوی دادگاه به ۲ سال زندان محکوم و بر همین اساس دیروز به زندان منتقل شد. رادیو فردا
- فرمانده کل ارتش ایران: الله‌اکبر در پشت بام‌ها دل فرزندان ما را می‌لرزاند

عطاالله صالحی، فرمانده کل ارتش جمهوری اسلامی ایران روز یکشنبه در سخنرانی خود در نخستین گردهمایی مسئولان واحدهای «امر به معروف و نهی از منکر» ارتش، از هراس نسبت به فریادهای الله‌اکبر معترضان، «شک جوانان نسبت به اصول»، و پرهیز از ملایمت ارتش نسبت به مخالفان گفت و برای نخستین بار اذعان کرد که «برخی سربازان» در اتاق‌های خود عکس‌هایی از رهبران معترضان داشتند. صالحی با اشاره به رویدادهای پس از انتخابات گفته‌است: «در آن نماز جمعه فتنه‌گر عرصه را از ما می‌گرفت و زمانی که بر بالای پشت بام الله‌اکبر می‌گفتند دل فرزندان ما در خانه می‌لرزید و می‌گفتند مگر می‌شود الله‌اکبرگو را بازداشت کرد.» وی افزود: «این یعنی جنگ نرم دشمن که باید دل‌ها را در برابر آن قوی کرد.» صالحی در بخش دیگری از سخنانش گفت: «وقتی در پادگان‌ها می‌رفتیم و می‌دیدیم که به عنوان مثال عکس سران فتنه در اتاق‌های برخی از سربازان است به آن‌ها نمی‌گفتیم که آن عکس را پاره کنند، بلکه به مسئول عقیدتی‌-سیاسی می‌گفتیم که سعی کنید از دل‌های آن‌ها این موضوع را بیرون کنید تا خودشان عکس‌ها را پائین آورند.» رادیو فردا
- دبیر شورای نگهبان: رد ولایت فقیه، انکار خداست

احمد جنتی دبیر شورای نگهبان گفت: «رد ولایت فقیه انکار خداوند است و باید ولایت فقیه را به عنوان یکی از احکام خداوند بر روی زمین دانست.» به گزارش خبرگزاری فارس، آقای جنتی ۱۴ آذرماه (۵ دسامبر) در همایش «توسعه و تعمیق بصیرت» افزود: «خداوند با شرایط ویژه افرادی را برای حاکمیت بر دیگران انتخاب می‌کند که از ذهن بشر دور است.» خبرگزاری فارس در گزارش خود، علاوه بر اظهارات احمد جنتی، سخنان علی سعیدی نماینده ولی فقیه در سپاه پاسداران انقلاب اسلامی را نیز نقل کرده که گفته‌است: «مهم‌ترین تفاوت عصر ما با دوران نبوی این است که در آن دوران مردم به توصیه پیامبر مبنی بر جانشینی حضرت علی عمل نکردند، اما در عصر ما شعار نمایندگان خبرگان رهبری، اطاعت از خامنه‌ای اطاعت از امام است، بوده.» بی‌بی‌سی فارسی
- عیسی سحرخیز، روزنامه‌نگار، در زندان مورد عمل جراحی قرار گرفت

به نوشته وبسایت‌های خبری اصلاح‌طلب عیسی سحرخیز، روزنامه‌نگار زندانی، روز شنبه در پی خونریزی داخلی در بهداری زندان رجایی‌شهر تحت عمل جراحی قرار گرفته‌است. پس از آنکه مقام‌های زندان اجازه ندادند این روزنامه‌نگار به بیمارستان منتقل شود، تیم پزشکی او را در بهداری زندان رجایی‌شهر تحت عمل جراحی قرار داد.رادیو فردا
- عمادالدین باقی بار دیگر به زندان بازگشت

عمادالدین باقی، روزنامه‌نگار منتقد، روز یکشنبه در آستانه اولین سالگرد درگذشت آیت‌الله منتظری به زندان بازگشت. رادیو فردا
- دولت ایران: در تولید کیک زرد خودکفا شده‌ایم

ایران می‌گوید که اولین محموله کیک زرد تولید شده در مجتمع گچین بندرعباس به سایت هسته‌ای اصفهان منتقل شده و این کشور به خودکفایی در تولید کیک زرد دست یافته‌است. ایران تاکنون از کیک زرد وارداتی استفاده می‌کرده که مقادیر زیادی از آن در اواسط دهه ۱۹۷۰ از آفریقای جنوبی خریده بود. برخی گزارشها حاکی از آن بود که این کیک زرد وارداتی در حال تمام شدن است ولی ایران می‌گوید که اکنون می‌تواند آن را در داخل تولید کند. با اینحال یک منبع آگاه به بی بی سی فارسی گفته‌است که میزان نیاز روزانه ایران به کیک زرد حدود یک تن است که در حال حاضر عملا چنین امکانی در این کشور وجود ندارد. بی‌بی‌سی فارسی
روابط بین الملل
- افشای اسناد دیپلماتیک آمریکا:
  - سایت ویکی‌لیکس در ادامه انتشار اسناد و پیام‌های دیپلماتیک آمریکا، فهرستی بلند حاوی نام مراکزی در سراسر جهان که آمریکا آنها را برای امنیت ملی خود حیاتی می‌داند، منتشر کرده‌است. در ماه فوریه سال ۲۰۰۹، وزارت خارجه آمریکا از تمام نمایندگان این کشور در خارج از خاک ایالات متحده خواست فهرستی از تاسیساتی که از دست دادن آنها امنیت ملی آمریکا را به صورت جدی به خطر می‌اندازد، تهیه کنند. این لیست که اکنون توسط سایت ویکی‌لیکس منتشر شده، شامل مراکز مخابراتی، ارتباطی، حمل‌ونقل و همین طور مجموعه‌ای از خطوط انتقال گاز است. بی‌بی‌سی فارسی
  - برپایه «اسناد» تازه‌ای که وب‌سایت ویکی‌لیکس روز یکشنبه منتشر کرده‌است، با وجودی که واشینگتن در سال ۲۰۰۷ به یمن اطلاع داد، یک هواپیمای جاسوسی بدون سرنشین که در نزدیکی یمن سقوط کرده، متعلق به آمریکا است، عبدالله صالح تصمیم می‌گیرد، اعلام کند این هواپیما متعلق به ایران است که به دست ارتش یمن سرنگون شده‌است. رادیو فردا
  - احمد ضیا مسعود، معاون سابق رئیس جمهوری افغانستان اتهاماتی را که در اسناد منتشر شده ویکی لیکس به او وارد شده، به شدت رد کرده‌است. در اسنادی که اخیرا از سوی ویکی لیکس منتشر شد، آمده‌است که آقای مسعود دو سال پیش و زمانی که معاون رئیس جمهور کرزی بود، بیش از پنجاه میلیون دلار را با خود به بیرون از کشور انتقال داد، بدون اینکه منبع این پول معلوم باشد. آقای مسعود این اتهام را نادرست خواند و از دادستانی کل و وزارت خارجه افغانستان خواست که اگر تردیدی در مورد اظهارات او وجود دارد، در این رابطه تحقیق کنند. بی‌بی‌سی فارسی

- دیلما روسف ‏ رئیس جمهوری منتخب برزیل در مصاحبه‌ای که روز یکشنبه منتشر شد گفت که در برابر نقض حقوق بشر در ایران، موضع سخت تری اتخاذ خواهد کرد. رادیو فردا

## ۱۶ آذر ۱۳۸۹
- سردبیر، سرمایه‌گذار و دو روزنامه نگار روزنامه شرق بازداشت شدند

مأموران امنیتی در تهران عصر روز سه شنبه ۱۶ آذر (۷ دسامبر) با حضور در تحریریه روزنامه اصلاح طلب شرق، احمد غلامی، سردبیر، علی خدابخش، سرمایه گذار، فرزانه روستایی، دبیر گروه بین الملل و کیوان مهرگان، دبیر سرویس سیاسی این روزنامه را با خود بردند. از دلیل این بازداشت ها اطلاعی در دست نیست و مشخص نشده است که این افراد برای چه مدتی بازداشت شده اند. روزنامه شرق تا کنون سه بار در سال های ۱۳۸۲، ۱۳۸۵ و ۱۳۸۶ توقیف شده است. بی بی سی فارسی
- بازداشت استاد سعودی به علت نوشتن مقاله ای درباره خاندان سلطنتی

یک گروه حقوق بشری در عربستان سعودی می گوید یک استاد دانشگاه رشته حقوق در این کشور به نام «محمد عبدالکریم» که مقاله‌ای در باره جنگ قدرت در خاندان سعودی نوشته بود، بازداشت شده است. عبدالکریم در مقاله خود نوشته بود که مرگ ملک عبدالله ممکن است به فرو پاشیدن عربستان منجر شود. در این مقاله آمده که تنش هایی در خاندان سلطنتی در مورد مساله جانشینی وجود دارد. بی بی سی فارسی
- بازداشت بنیان‌گذار سایت ویکی‌لیکس

جولیان آسانژ پس از آن‌که خود را به پلیس لندن معرفی کرد بازداشت شد. حکم بازداشت وی از سوی پلیس سوئد به اتهام «چندین مورد آزار جنسی از جمله تجاوز به عنف»، صادر شده است. در هفته‌های اخیر، انتشار اسناد دیپلماتیک وزارت خارجه آمریکا در سایت ویکی‌لیکس خشم مقامات این کشور را برانگیخت. دویچه وله فارسی
- برگزاری تجمع‌های دانشجویی به مناسبت روز دانشجو در ایران

## ۱۷ آذر ۱۳۸۹
- پی‌پل: پس از نامه دولت آمریکا، همکاری با ویکی‎لیکس را متوقف کردیم

شرکت آمریکایی پی پل که اخیرا ارسال مبالغ اهدایی به ویکی لیکس از طریق سایت اینترنتی خود را متوقف کرد، گفته‌است که این تصمیم را پس از دریافت نامه‌ای از دولت آمریکا اتخاذ کرده‌است. اسامه بدیر، قائم مقام شرکت پی پل که به شرکت ای بی وابسته‌است گفت وزارت خارجه آمریکا به شرکت آنها گفته‌است که ویکی لیکس در فعالیت‌های غیرقانونی دست دارد. بی بی سی فارسی
- سازمان گزارشگران بدون مرز: سودجویی جمهوری اسلامی از مذاکرات برنامه هسته‌ای برای «تشدید سرکوب» روزنامه‌نگاران در ایران

سازمان گزارشگران بدون مرز، بازداشت چهار تن از دست‌اندرکاران روزنامه شرق و صدور حکم اعدام برای سعید ملک‌پور برنامه‌نویس سایت‌های اینترنتی را محکوم کرد. گزارشگران بدون مرز در بیانیه خود با اشاره به این‌که از روز شنبه و آغاز مذاکرات ایران و گروه ۱+۵ (آمریکا، چین، فرانسه، انگلستان، روسیه و آلمان) دست‌کم پنج روزنامه‌نگار زندانی شده‌اند افزوده‌است: «جمهوری اسلامی ایران همزمان با آغاز دور تازه مذاکرات در باره برنامه هسته‌ای با جامعه جهانی، سرکوب روزنامه‌نگاران و شهروند وب‌نگاران را تشدید کرده‌است.» این سازمان افزوده‌است که جمهوری اسلامی ایران از مذاکرات مربوط به برنامه هسته‌ای خود سود می‌جوید «تا سانسور و سرکوب علیه رسانه‌ها و حرفه‌کاران مطبوعات را گسترش دهد.» رادیو زمانه
- بالاگرفتن اختلاف وزارت اطلاعات و قوه قضاییه ایران

صادق لاریجانی رئیس قوه قضائیه ایران، در واکنش به انتقادات یک ماه پیش احمد جنتی در مورد عدم همکاری این قوه با وزارت اطلاعات، نیروهای امنیتی را در زمینه مسائل قضایی فاقد صلاحیت دانست. به گزارش خبرگزاری فارس، آقای لاریجانی امروز ۱۷ آذر (۸ دسامبر) در جمع تعدادی از مسئولان دستگاه‌های نظارتی ایران از جمله وزارت اطلاعات گفت: «دستگاه امنیتی قاضی نیست و همیشه کار قضاوت با دستگاه قضایی بوده‌است و این جای تاسف دارد که برخی از بزرگان ما اظهارات خود را بر مبنای نوشته‌های روزنامه‌ها بیان می‌کنند.» بی بی سی فارسی
- تأیید «جرایم امنیتی» دست‌اندرکاران شرق

## ۱۸ آذر ۱۳۸۹
- علی شکوری راد دوباره بازداشت شد

به گزارش پایگاه اطلاع رسانی دادسرای عمومی و انقلاب تهران، علی شکوری راد به اتهام «انتساب اظهارات کذب و خلاف واقع» به صادق لاریجانی، رئیس دستگاه قضایی ایران، امروز پنجشنبه (۱۸ آذر - نهم دسامبر) بازداشت شده است. شکوری راد که اوایل آبان ماه گذشته از زندان آزاد شده بود، اخیرا در جریان مناظره با عبدالرضا داوری، مدیر عامل سابق خبرگزاری دولتی ایرنا، در دفاع از دیدگاه خود در مورد بروز تخلف در انتخابات گفته بود: «رسانه های خود شما گفتند که علی لاریجانی تلفنی به آقای موسوی تبریک گفت... چنین مطالبی راجع به آقای صادق لاریجانی نیز وجود دارد که تاکنون بنا به دلایلی رسانه‌ای نشده است و اگر لازم بود این کار انجام خواهد شد.» بی بی سی فارسی
- تسلیت چند مرجع تقلید و گروه سیاسی در سالگرد درگذشت آیت الله منتظری

در سالگرد قمری درگذشت آیت الله حسینعلی منتظری، از مراجع تقلید شیعه، چند مرجع تقلید مانند یوسف صانعی و بیات زنجانی و همچنین چند گروه سیاسی به بیت او تسلیت گفته اند و گزارش هایی از تعطیلی بازار شهر نجف آباد، محل تولد آیت الله منتظری، منتشر شده است. بیت آیت الله منتظری با انتشار بیانیه ای با اشاره به ضرب و شتم و دستگیری بعضی از شرکت کنندگان در مراسم تشییع و چهلمین روز درگذشت او، اعلام کرده بودند به خاطر نگرانی از تکرار این حوادث، مراسم نخستین سالگرد درگذشت آقای منتظری برگزار نمی شود. در این بیانیه با اشاره به حمله «نیروهای لباس شخصی» به دفتر آیت الله منتظری و «غارت و پلمب» آن، از این که در حکومت جمهوری اسلامی «حریم امنی» وجود ندارد، انتقاد شده بود. بی بی سی فارسی
- تداوم آلودگی شدید هوا در تهران

## ۱۹ آذر ۱۳۸۹
- ماشاالله شمس‌الواعظین به تحمل ۱۶ ماه حبس محکوم شد

دادگاه انقلاب تهران،  ماشاالله شمس‌الواعظین را به ۱۶  ماه حبس محکوم کرد. بی‌بی‌سی فارسی
- کمیته نوبل: شیائوبو باید آزاد شود

مراسم اعطای جایزه صلح نوبل به لیو شیائوبو  ناراضی زندانی چینی، در غیاب او برگزار شد و رئیس  کمیته نوبل خواستار آزادی او شد. بی‌بی‌سی فارسی
- ویکی لیکس: کره شمالی در ساخت مراکز اتمی به برمه کمک می‌کند

براساس مکاتبات دیپلماتیک آمریکا که توسط وبسایت افشاگر ویکی لیکس منتشر شده، برمه ممکن است با حمایت کره شمالی سرگرم احداث تاسیسات موشکی و اتمی باشد. این اسناد بر اظهارات شاهدان عینی استوار است که گفته‌اند کارگران کره شمالی در ساختن تاسیسات زیرزمینی در یک ناحیه جنگلی در برمه فعالیت دارند. این گزارش باعث تشدید نگرانی در این مورد می‌شود که احتمال دارد حکومت برمه در صدد دستیابی به تسلیحات اتمی باشد هر چند مقامات این کشور چنین برنامه‌ای را تکذیب کرده‌اند. بی‌بی‌سی فارسی
- آزادی سکینه آشتیانی تکذیب شد

شبکه تلویزیونی پرس تی وی متعلق به دولت ایران گزارش‌های منتشر شده در مورد آزادی سکینه محمدی آشتیانی، زن ایرانی محکوم به سنگسار را تکذیب کرد.سایت بی بی سی فارسی
- ایران، هم‌چنان بزرگ‌ترین زندان روزنامه‌نگاران در دنیا

کمیته حمایت از روزنامه‌نگاران در تازه‌ترین آمار خود از روزنامه‌نگاران زندانی در دنیا اعلام کرد که ایران در کنار چین هم‌چنان بزرگ‌ترین زندان برای روزنامه‌نگاران است. این کمیته می‌گوید آمارش از روزنامه‌نگاران زندانی در ۱۴ سال گذشته بی‌سابقه‌است.وبسایت رادیو فردا
- اعضای سابق ویکی لیکس یک سایت رقیب خواهند ساخت

یک گروه از اعضای سابق ویکی لیکس قصد دارند سایت جدیدی به نام اپن لیکس را برای مخالفت با جولین آسانژ بنیانگذار ویکی لیکس ایجاد کنند.سایت روزنامه دیلی تلگرف +سایت روزنامه واشنگتن پست
- پوتین هم به جمع هواداران جولین آسانژ پیوست

ولادیمیر پوتین، نخست‌وزیر روسیه، روز پنجشنبه به جمع هواداران جولین آسانژ، پیوست و بازداشت بنیانگذار ویکی‌لیکس را «غیردموکراتیک» دانست. ولادیمیر پوتین، نخست‌وزیر روسیه، روز پنجشنبه با انتقاد از دستگیری بنیانگذار ویکی‌لیکس گفت: «چرا آقای آسانژ به زندان افتاده است؟ آیا این دموکراسی است؟ به قول ما، دیگ به دیگ می‌گه روت سیاه.» نخست‌وزیر روسیه افزود: «می‌خواهم توپ را به زمین همکاران آمریکایی‌ام بیندازم.» رادیوفردا
- مرگ بیش از دو هزار و ۵۰۰ نفر بر اثر آلودگی هوا در تهران

## ۲۰ آذر ۱۳۸۹
- (برای این روز رویدادی ثبت نشده‌است).

## ۲۹ آذر ۱۳۸۹
- زلزله‌ای قوی جنوب ایران را لرزاند

زلزله‌ای به قدرت شش و نیم درجه ریشتر، بخشی از جنوب ایران را لرزاند، اما براساس گزارش‌های اولیه تلفاتی وجود نداشته‌است. تلویزیون دولتی ایران گزارش داده که «زلزله در ساعت ۲۲:۱۲ به وقت محلی در استان کرمان روی داد و لرزش آن در بسیاری شهرها احساس شد». بی‌بی‌سی فارسی
- هفت نفر از نه نفر نامزد انتخابات ریاست جمهوری بلاروس دستگیر شدند

بسیاری از کشورهای غربی، اعمال خشونت توسط پلیس و نیروهای امنیتی برای سرکوب هزاران نفر از مخالفان دولت و نیز دستگیری هفت نفر از نه نفر نامزد ریاست جمهوری بلاروس را محکوم کردند. بر اساس آمار کمیته برگزارکننده انتخابات، الکساندر لوکاشنکو با کسب ۸۰ درصد آرا برای چهارمین بار متوالی رئیس‌جمهور بلاروس می‌شود. لوکاشنکو، در واکنش به اعتراضات داخلی و بین‌المللی، مخالفان خود را «مُشتی وحشی و جنایتکار» خواند. یورونیوز فارسی، دویچه وله فارسی
- یازده نفر از افراد «وابسته» به جندالله در زاهدان اعدام شدند

دادگستری استان سیستان و بلوچستان در ایران با صدور اطلاعیه‌ای اعلام کرد که یازده نفر از افراد «وابسته» به گروه شبه‌نظامی جندالله به اتهام ارتباط با این گروه و ایجاد «شرارت و ناامنی» در زندان زاهدان اعدام شده‌اند. بی‌بی‌سی فارسی
- فیلم‌ساز ایرانی به ۲۰ سال محرومیت از حقوق اجتماعی محکوم شد

## ۳۰ آذر ۱۳۸۹
- انتشار جزئیاتی از شکنجه‌ها در بازداشتگاه کهریزک

وب‌سایت جرس، از وب‌سایت‌های نزدیک به معترضان در ایران، در تاریخ ۳۰ آذر ۱۳۸۹ (۲۱ دسامبر ۲۰۱۰) اسناد کیفرخواست متهمان به قتل زندان کهریزک را منتشر کرد. این اسناد، نشان‌دهنده شکنجه‌های جسمی جدید در این بازداشتگاه و نام شکنجه‌گران و مسببان وقایع بازداشتگاه کهریزک در زمان اعتراضات مردم ایران به نتایج انتخابات ریاست جمهوری در سال ۱۳۸۸ است. بی‌بی‌سی فارسی
- تایید مرگ هفت نفر در زلزله جنوب ایران؛ صدها نفر زیر آوار

به گزارش منابع خبری ایران، زلزله‌ای به قدرت شش و نیم درجه ریشتر، شب دوشنبه بخشی از جنوب ایران را لرزانده و استاندار کرمان با تایید مرگ حداقل هفت نفر احتمال افزایش آمار تلفات را منتفی ندانسته‌ و اعلام کرده که صدها نفر هم هم‌چنان زیر آوار هستند. بنابر گزارش‌های رسانه‌های دولتی ایران، بسیاری از اهالی سه روستای چاه قنبر، تک سیف الدینی و سرزه ریگان زیر آوار مانده‌اند. بی‌بی‌سی فارسی
- نخستین هم‌زمانی ماه‌گرفتگی و یلدا در نزدیک به چهار سده.

ماه‌‌گرفتگی کاملِ بامداد ۲۱ دسامبر، ۳۰ آذرماه، در ایران قابل رؤیت نیست اما به‌جز آمریکا در غرب اروپا، خاور دور، شمال غرب آفریقا و اقیانوسیه هم قابل مشاهده‌است. ماه‌گرفتگی آذرماه امسال نخستین خسوفی است که در ۳۷۲ سال اخیر با شب یلدا یا همان شب «انقلاب زمستانی» همزمان شده‌است. بار آخری که ماه‌گرفتگی و یلدا در یک روز اتفاق افتاد ۳۰ آذر ۱۰۱۷ خورشیدی برابر با ۲۱ دسامبر ۱۶۳۸ میلادی بود.